# きじーとむぎちゃ
『きじーとむぎちゃ』は、エンタ!959で放送されるバラエティ番組である。希島あいりの冠番組。2020年4月4日放送開始。この項目では後継番組でもある『希島さん出番ですよ!』についても記述する。

## 番組概要
きじーこと希島あいりと愛犬むぎちゃがホストを務めるテレビ番組。希島あいりと愛犬コンビがドッグランや犬と遊べる施設に赴き、戯れや近況報告を行った。番組紹介ではVLOG風番組とも記述された。
第1回放送前にはYouTubeチャンネルが開設されており、事前PR番組が配信された。
希島の冠番組は単発番組であった『泣き虫きじー』(2014年3月16日）以来約6年ぶりとなる。第1回では『泣き虫きじー』で使用されたセットが一部流用された。
2021年10月放送分をもって最終回。同年12月より再編集版をU-NEXTで配信開始。
2023年7月16日より『希島さん出番ですよ!』が開始。これは2年前に終わった『きじーとむぎちゃ』が不本意に終わったことを受け、希島自らが企画立案し開始。愛犬と一緒だと企画が縛られてしまうことを受けて、愛犬なしでも成立する挑戦番組と位置付けられた。
2024年1月17日放送分をもってスカパー!エンタ!959およびPigooオンデマンドでの配信が終了となる。以降の番組は制作会社・ノーマンスリーが立ち上げたDMMオンラインサロン「エンタちゃん放送局」のコンテンツとして制作、配信される。
3月14日、DMMオンラインサロン「エンタちゃん放送局」の開局を記念した3番組合同トークショーを開催。出演者は希島あいり（希島さん出番ですよ）、架乃ゆら（架乃ゆらのLOVE昭和）、石原希望（新番組）。

## 出演者

### MC
- 希島あいり

初の冠レギュラーテレビ番組となる。
- むぎちゃ

トイプードル。希島の愛犬。

### ゲストMC
- 吉沢明歩

愛犬・チャコと出演。事前特別番組、#2に出演。

## 放送リスト

### きじーとむぎちゃ
| 放送回 | 初回放送日   | 主な内容                                   | ゲスト                 | 備考              |
| ------ | ------------ | ------------------------------------------ | ---------------------- | ----------------- |
| #1     | 2020年4月4日 | むぎちゃドッグランデビュー                 |                        | Blu-ray Vol.1収録 |
| #2     | 6月1日       | ワンちゃんのしつけ教室＆ディスクドッグ体験 | 吉沢明歩＆チャコ       | Blu-ray Vol.1収録 |
| #3     | 7月5日       | 神咲詩織が登場                             | 神咲詩織＆しのぶちゃん | Blu-ray Vol.1収録 |
| ＃4    | 8月1日       | プールセラピーに挑戦                       | 神咲詩織＆しのぶちゃん | Blu-ray Vol.1収録 |
| ＃5    | 9月1日       | 公園をお散歩                               | 神咲詩織＆しのぶちゃん | Blu-ray Vol.1収録 |
| ＃6    | 10月3日      | むぎちゃの見る世界は如何に？               |                        | Blu-ray Vol.2収録 |
| ＃7    | 11月2日      | むぎちゃ成人式                             |                        | Blu-ray Vol.2収録 |
| ＃8    | 12月2日      | トリマー体験                               |                        | Blu-ray Vol.2収録 |
| ＃9    | 2021年1月2日 |                                            |                        |                   |
| ＃10   | 2月3日       | 上野公園をお散歩                           |                        |                   |
| ＃11   | 3月3日       | フードボウルを作ろう                       | 栄川乃亜＆ミミ         | Blu-ray Vol.2収録 |
| ＃12   | 4月3日       | フードボウル作り2                          | 栄川乃亜＆ミミ         | Blu-ray Vol.2収録 |
| ＃13   | 5月5日       | 手作りドッグフード企画第2弾                |                        | Blu-ray Vol.3収録 |
| ＃14   | 6月2日       | お台場編                                   |                        | Blu-ray Vol.3収録 |
| ＃15   | 7月3日       |                                            |                        | Blu-ray Vol.3収録 |
| ＃16   | 8月4日       | きじむぎの初旅、伊豆高原                   |                        | Blu-ray Vol.3収録 |
| ＃17   | 9月1日       | お台場編第2弾                              |                        | Blu-ray Vol.3収録 |
| ＃18   | 10月2日      | きじむぎ似顔絵編、涙の最終回               |                        | Blu-ray Vol.3収録 |

### 希島さん出番ですよ!
| 放送回 | 初回放送日    | 主な内容                                     | ゲスト     | 備考              |
| ------ | ------------- | -------------------------------------------- | ---------- | ----------------- |
| #1     | 2023年7月16日 | 家族でお出かけ編                             |            | Blu-ray Vol.1収録 |
| #2     | 9月17日       | きじー＆あやぱんの三島箱根たびとも編         | 山岸あや花 |                   |
| ＃3    | 10月18日      | きじぱん旅その2                              | 山岸あや花 |                   |
| ＃4    | 11月17日      | きじぱん旅その3                              | 山岸あや花 |                   |
| ＃5    | 12月16日      | きじぱん旅、箱根神社・縁結びグルメ・陶芸体験 | 山岸あや花 |                   |
| ＃6    | 2024年1月17日 | エアリアルヨガを体験                         |            | Blu-ray Vol.1収録 |

| 配信回 | 初回配信日   | 主な内容 | ゲスト     | 備考                               |
| ------ | ------------ | --- | ---------- | ---------------------------------- |
| #7     | 2024年3月8日 | 横浜中華街・開運街ブラ企画。食べ歩きから横浜開運水族館。                                                                    | 吉沢明歩   | 配信番組に移行。 Blu-ray Vol.1収録 |
| #8     | 4月12日      | 横浜中華街・開運街ブラ企画後半戦。開運似顔絵と手相占いを。                                                                  | 吉沢明歩   | Blu-ray Vol.1収録                  |
| #9     | 5月          | 希島レディオ映像版 |            | Blu-ray Vol.1収録                  |
| #10    | 6月          | 4月21日先行配信。よみうりランドでイルミネーションデート。                                                                   | miru       |                                    |
| #11    | 6月14日      | ジュエルミネーションデート後編                                                                                              | miru       |                                    |
| #12    | 7月          | ぽめ会・前編 | 未歩なな   |                                    |
| #13    | 8月9日       | ぽめ会・後編 | 未歩なな   |                                    |
| #14    |              | K-POPダンス編 |            | 7月30日先行配信。                  |
| #15    | 10月11日     | 韓国アイドル変身体験編、完熟マスカッツを語る                                                                                |            | 8月31日先行配信                    |
| #16    | 11月         | 護身術体験編 |            | 11月9日先行配信                    |
| #17    | 12月13日     | 希島あいりバースディ月間トーク。                                                                                            |            |                                    |
| #18    | 2025年1月    | |            |                                    |
| #19    | 2月14日      | きじーバースデイライブ「Live from Grapefruit Moon 月で逢いましょう＃109 希島あいり Birthday Special」より。                 |            |                                    |
| #20    | 3月14日      | 天使もえ×希島あいりプレミアムトークライブ2025 今年引退を迎える2人の価値観の変化、人生の目標、恋愛、引退についてを語り合う。 |            |                                    |
| #21    |              | |            |                                    |
| #22    | 5月9日       | チームラボボーダレスで境界のないアート体験。                                                                                |            |                                    |
| #23    | 6月13日      | パーソナルトレーナー体験。                                                                                                  | 七海ティナ |                                    |
|        |              | |            |                                    |

## スタッフ
- 演出、プロデュース：高橋慎
- 企画協力：Duoエンターテイメント
- 制作著作：つくばテレビ→ノーマンスリー

## 関連商品

### Blu-rayディスク
- きじーとむぎちゃVol.1（2020年8月、ノーマンスリー）#1から#5収録。特典映像として「SPAICE×BOYS」最終回（特番）収録。
- きじーとむぎちゃVol.2（2021年8月、ノーマンスリー）#6から#8、#11、#12収録。
- きじーとむぎちゃVol.3（2021年11月、ノーマンスリー）#13から#18、BD記念放送を収録。
- 希島さん出番ですよ！Vol.1（2024年6月、ノーマンスリー）#1、#6から#8収録。特典映像としてポッドキャスト「希島レディオ」映像版と「DMMオンラインサロン開局記念トークショーVol.2」（架乃ゆら、石原希望出演）を収録。